# Alichan Smaiłow
Alichan Aschanowicz Smaiłow (oryg. Алихан Асханович Смаилов; ur. 18 grudnia 1972 w Ałmaty) – kazachski polityk, od 5 stycznia 2022 do 5 lutego 2024 premier Kazachstanu (do 11 stycznia 2022 jako pełniący obowiązki).

## Życiorys
W 1994 roku ukończył matematykę stosowaną na Kazachskim Uniwersytecie Narodowym im. Al-Farabiego. W 1996 roku ukończył studia na uniwersytecie KIMEP.
W latach 2018–2020 minister finansów, w latach 2019–2022 wicepremier Kazachstanu. 11 stycznia 2022 powołany na stanowisko premiera Kazachstanu (od 5 stycznia w związku z dymisją rządu Askara Mamina po masowych protestach pełnił obowiązki premiera).